# Himalayamurmeldjur
Himalayamurmeldjur (Marmota himalayana) är en däggdjursart som först beskrevs av Brian Houghton Hodgson 1841. Arten ingår i släktet murmeldjur, och familjen ekorrar. IUCN kategoriserar himalayamurmeldjuret globalt som livskraftigt.

## Underarter
Arten delas in i följande underarter:
- M. h. himalayana
- M. h. robusta

## Beskrivning
Himalayamurmeldjur är större än andra murmeldjursarter, de varierar i längd mellan 47,5 och 67 centimeter. De har relativt stora skallar och mycket stora bakfötter, vilka kan bli upp till 10 centimeter långa. Trots den stora kroppsstorleken har himalayamurmeldjuret kortare svans än andra murmeldjursarter, längden på svansen varierar mellan 12,5 och 15 centimeter. Öronen är också relativt små. Pälsen varierar i färg från gul till brun och har ofta svarta eller bruna fläckar i ansiktet och på nosen. Underarten M. himalayana robusta blir särskilt stora med individer som väger över 6 kilo. I allmänhet varierar vikten på himalayamurmeldjur mellan 4 och 9 kilo. Inga storleksskillnader vad gäller kön har upptäckts hos arten. 

## Utbredning och habitat
Himalayamurmeldjuret lever i bergsregionerna i västra Kina, Nepal, och norra Indien. Arten har också återfunnits i Pakistan. Murmeldjuren lever på höjder mellan 3 500 och 5 200 meter över havet. De bosätter sig oftast i sluttningar i torra öppna områden, till exempel alpina ängar, grässlätter och öknar.

## Levnadssätt
Himalayamurmeldjur blir i snitt 15 år gamla i vilt tillstånd. De är dagaktiva och är som mest aktiva under tidig morgon och sen eftermiddag. Arten är mycket social och lever i kolonier på upp till 30 individer.
Till skillnad från andra murmeldjursarter gräver himalayamurmeldjuret sina bon mycket djupare under jord än vanligt. Normala bon är mellan 2 och 3,5 meter djupa och de bon som grävs för vinterdvalan kan vara upp till 10 meter djupa. Alla djur i kolonin delar detta bo under vintern. Vinterdvalan varar mellan sex och åtta månader under årets kallaste delar. 
Himalayamurmeldjur är växtätare. De undviker gammal växtlighet då den innehåller alkaloider som ger växterna en bitter, metallisk smak. De flesta murmeldjur föredrar blommande växter som smakar bättre och väljer sådana som innehåller mer protein, fettsyror och mineraler.

## Bildgalleri

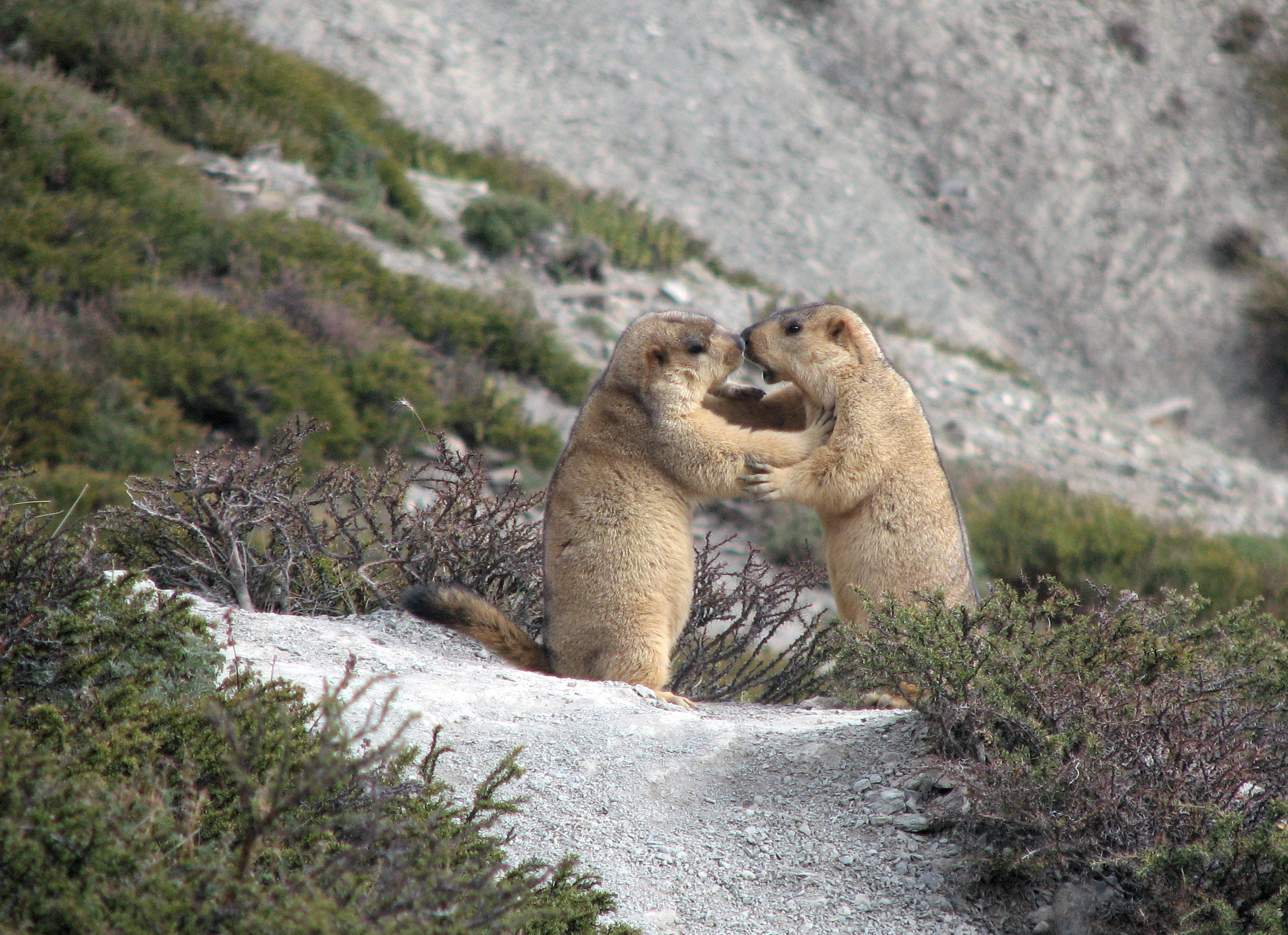
Himalayamurmeldjur i närheten av Ganda La, Ladakh
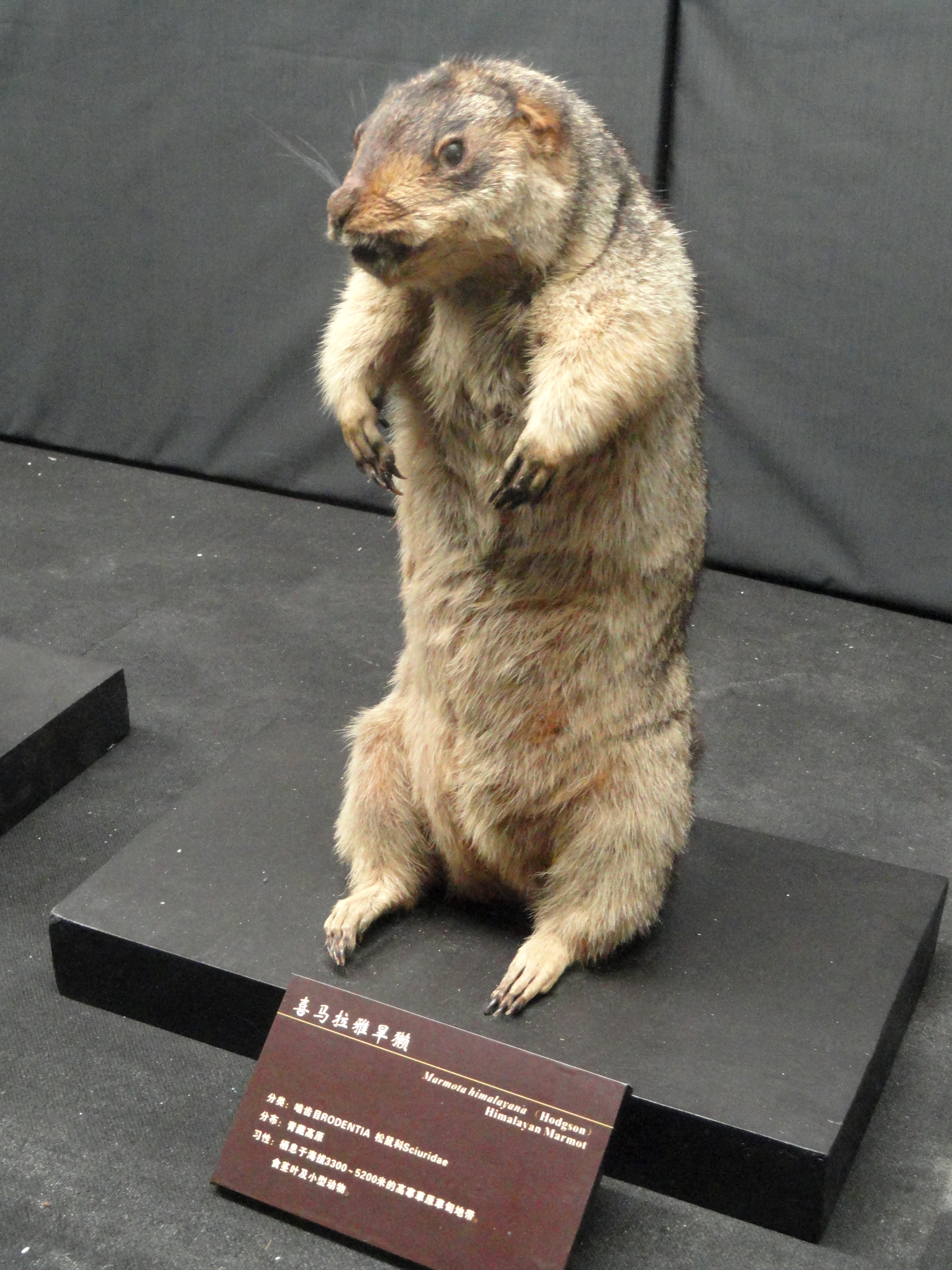
Uppstoppat himalayamurmeldjur